# Labeo fisheri
Labeo fisheri is een  straalvinnige vissensoort uit de familie van eigenlijke karpers (Cyprinidae). De wetenschappelijke naam van de soort is voor het eerst geldig gepubliceerd in 1917 door Jordan & Starks.
De soort staat op de Rode Lijst van de IUCN als Bedreigd, beoordelingsjaar 2007.